# Индонезия на летних Олимпийских играх 1952
Индонезия принимала участие в летних Олимпийских играх 1952 года в Хельсинки (Финляндия) в первый раз за свою историю, но не завоевала ни одной медали.
Спортсмены Индонезии участвовали в соревнованиях по плаванию, лёгкой атлетике и тяжёлой атлетике.
Самый юным участником Игр от страны стал пловец Хабиб Сухарко (23 года и 234 дня), самым пожилым — тяжелоатлет Тхио Гин Хвие (28 лет и 241 день).

## Спортсмены и их результаты

### Лёгкая атлетика
Марам Судармоджо принял участие в соревнованиях по прыжкам в высоту. Показав в квалификации результат 1,87 м, в финале соревнований он сумел преодолеть только 1,80 м. В итоге Судармоджо разделил 20-е место с тремя другими спортсменами.

### Плавание
Хабиб Сухарко участвовал в соревнованиях брассистов на дистанции 200 метров. Он не преодолел первый квалификационный раунд, заняв последнее, 5-е место в пятом квалификационном заплыве с результатом 2:51.3.

### Тяжёлая атлетика
Тхио Гин Хвие представлял Индонезию в соревнованиях тяжелоатлетов в лёгком весе (до 67,5 кг). После жима Тхио делил первое место с ещё пятью спортсменами, но в рывке выступил неудачно, показав лишь 18-й результат. В итоге спортсмен занял 8-е место, с суммой 327,5 кг: 105 кг в жиме, 92,5 кг в рывке и 130 кг в толчке.